# Wilhelm Dieckmann (Politiker, 1889)
Wilhelm Dieckmann (* 31. Januar 1889 in Hannover; † 2. Juli 1947 in Berlin) war ein deutscher Politiker (SPD).

## Leben und Wirken
In seiner Jugend besuchte Dieckmann die Volksschule und die Fortbildungsschule in Hannover. Anschließend erlernte er von 1903 bis 1906 das Metzgerhandwerk. Nach einer kürzeren Zeit beim Militär wechselte er zum kaufmännischen Beruf. Von 1914 bis 1918 nahm Dieckmann am Ersten Weltkrieg teil, in dem er bei Lombarzyde (?) schwer verwundet wurde.
Von 1919 bis 1926 amtierte er als Parteisekretär der SPD in den Kreisen Salzwedel-Gardelegen, dann ab dem 1. Juli 1926 als Geschäftsführer der Mieter-Spar und Baugenossenschaft Salzwedel (MISPAG). 1921 wurde Dieckmann Mitglied des sächsischen Provinziallandtages, 1924 Mitglied des Stadtrates und 1925 Mitglied des Kreisausschusses von Salzwedel.
Im März 1928 zog Dieckmann im Nachrückverfahren für den verstorbenen Abgeordneten Gustav Stollberg in den im Dezember 1924 gewählten dritten Reichstag der Weimarer Republik ein, dem er bis zur Wahl vom Mai 1928 als Vertreter des Wahlkreises 10 (Magdeburg) angehörte. Ferner war Dieckmann seit 1924 Vorstandsmitglied der Stadt- und Kreissparkasse von Salzwedel.
Nach dem Zweiten Weltkrieg wurde Dieckmann bei der ersten Berliner Wahl 1946 in die Stadtverordnetenversammlung gewählt, schied aber im Januar 1947 aus, da er bereits im Oktober 1946 zum Bezirksbürgermeister von Berlin-Neukölln gewählt worden war. Nach seinem überraschenden Tod im Juli wurde Richard Timm im September von der Bezirksverordnetenversammlung zum neuen Bezirksbürgermeister gewählt.
Von 1947 bis 1976 trug eine Straße in Salzwedel ihm zu Ehren den Namen Wilhelm-Dieckmann-Straße (die heutige Uelzener Straße).